# Basseta de sa Planassa
La Basseta de sa Planassa està situada a la part plana del sector del final de la pista de sa Planassa, entre Cadaqués i el cap Norfeu. És una bassa natural temporània situada al terme municipal de Cadaqués, al sector de sa Planassa, a uns 300 m dels penya-segats marins. La bassa és molt soma i té una làmina d'aigua molt variable, en funció de les pluges. La zona inundable ocupa una superfície total de 0,13 Ha. La vegetació del voltant de la bassa és formada per brolles i bruguerars silícicoles de terra baixa, propis de les contrades mediterrànies marítimes, de sòls relativament secs. El caràcter temporal de la bassa no permet l'existència d'un cinyell helofític i les comunitats vegetals són força variables al llarg de l'any, en funció del nivell hídric. La bassa correspon a l'hàbitat d'interès comunitari prioritari 3170 Basses i tolls temporers mediterranis.
La bassa és de gran importància per a la diversificació d'hàbitats i imprescindible per completar el cicle vital de diverses espècies d'amfibis. Pel que fa a les aus, s'hi ha citat espècies com el tòrlit (Burhinus oedicnemus), el mussol migrant (Asio flameus), el repicatalons (Emberiza schoeniclus), així com diverses espècies de limícoles. És també d'interès la fauna d'invertebrats, entre la qual destaca, per exemple, Branchipus scheeferii. No es detecten factors que afectin negativament aquest espai.
La bassa es troba dins el Parc Natural de Cap de Creus i està inclosa també a l'Espai d'Interès Natural "Cap de Creus", a l'espai de la Xarxa Natura 2000 ES5120007 "Cap de Creus" i al Paratge natural d'interès nacional del cap de Norfeu.